# Grindelia orientalis
Grindelia orientalis là một loài thực vật có hoa trong họ Cúc. Loài này được A.Bartoli, R.D.Tortosa & G.H.Rua mô tả khoa học đầu tiên năm 1995.